# 合答乞薛禅
合答乞·薛禅（蒙古语轉寫：Qadaqai sečen，羅馬化：Qadāqaī Sachān，見《史集》），蒙古帝国皇族，成吉思汗次子察合台的曾孙。

## 生平
合答乞·薛禅的出身，《史集》不同写本记载存在分歧：一说是察合台之子，另一说是察合台之孙不里的儿子。但结合《史集》其他章节及《五族谱》《高贵系谱》等史料，均一致记载其为“察合台之抹土干之子不里的儿子合答乞”，因此普遍认为他是不里之子。据《五族谱》《高贵系谱》记载，他曾效力于大汗蒙哥，奉蒙哥之命“像僧侣一样剃发”。此外，他随蒙哥汗亲征南宋时，在途中去世。合答乞·薛禅的儿子不合帖木儿曾短暂登上察合台汗国君主之位，但因病去世后由都哇继位。此后都哇家族统治察合台汗国。

## 子孙
已知合答乞·薛禅有四个儿子：纳忽里、不忽、不合帖木儿、不花。纳忽里有三个儿子：帖木儿、斡剌带、秃蛮；不忽有两个儿子：祖勒·合儿纳因、阿里；不合帖木儿有三个儿子：兀鲁克·帖木儿、完泽；仅不花没有子嗣。
- 察合台（Čaγatai，چغتاى Chaghatāī）
  - 抹土干 （Mö'etüken，مواتوكان Muwātūkān ）
    - 不里 (Buri，بورى Būrī)
      - 阿必失哈 (Abišqa，ابيشقه Abīshqa)
      - 威遠王阿只吉 (Aǰiqi，آجيقی Ājīqī)
      - 合答乞·薛禅(Qadaqai sečen，قداقی سچان Qadāqaī Sachān)
        - 纳忽里 (Naliqu，تالیقو Nālīqū)
        - 不忽 (Buqu，بوقو Būqū)
        - 不合帖木儿 (Buqa Temür，بوقا تیمور Būqā Tīmūr)
        - 不花 (Buqa，بوقا Būqā)

      - 阿合马 (احمد Aḥmad)
      - 额不干 (Ebügen，ابوكان Abūkān)[1]